# Dušan Stevanović
Dušan Stevanović (in serbo Душан Стевановић?; Niš, 22 giugno 1996) è un calciatore serbo, difensore dell'AEL Limassol.

## Carriera
Ha giocato nella massima serie serba e in quella montenegrina.

## Statistiche

### Presenze e reti nei club
Statistiche aggiornate al 2 novembre 2021.
| Stagione                | Squadra                 | Campionato              | Campionato | Campionato | Coppe nazionali | Coppe nazionali | Coppe nazionali | Coppe continentali | Coppe continentali | Coppe continentali | Altre coppe | Altre coppe | Altre coppe | Totale | Totale |
| Stagione                | Squadra                 | Comp                    | Pres       | Reti       | Comp            | Pres            | Reti            | Comp               | Pres               | Reti               | Comp        | Pres        | Reti        | Pres   | Reti   |
| ----------------------- | ----------------------- | ----------------------- | ---------- | ---------- | --------------- | --------------- | --------------- | ------------------ | ------------------ | ------------------ | ----------- | ----------- | ----------- | ------ | ------ |
| ago.-dic. 2016          | Lovćen                  | 1L                      | 9          | 0          | CM              | 1               | 0               |                    | -                  | -                  |             | -           | -           | 10     | 0      |
| gen.-mag. 2017          | Dinamo Vranje           | 1L                      | 10         | 0          |                 | -               | -               |                    | -                  | -                  |             | -           | -           | 10     | 0      |
| 2017-2018               | Dinamo Vranje           | 1L                      | 25         | 1          | CS              | 1               | 0               |                    | -                  | -                  |             | -           | -           | 26     | 1      |
| Totale Dinamo Vranje    | Totale Dinamo Vranje    | Totale Dinamo Vranje    | 35         | 1          |                 | 1               | 0               |                    | -                  | -                  |             | -           | -           | 36     | 1      |
| 2018-2019               | Radnik Surdulica        | SL                      | 31         | 0          | CS              | 3               | 0               |                    | -                  | -                  |             | -           | -           | 34     | 0      |
| 2019-2020               | Radnik Surdulica        | SL                      | 21         | 0          | CS              | 1               | 0               |                    | -                  | -                  |             | -           | -           | 22     | 0      |
| 2020-2021               | Radnik Surdulica        | SL                      | 30         | 0          | CS              | 2               | 0               |                    | -                  | -                  |             | -           | -           | 32     | 0      |
| Totale Radnik Surdulica | Totale Radnik Surdulica | Totale Radnik Surdulica | 82         | 0          |                 | 6               | 0               |                    | -                  | -                  |             | -           | -           | 88     | 0      |
| 2021-2022               | Vojvodina               | SL                      | 12         | 1          | CS              | 1               | 0               | UECL               | 4                  | 0                  |             | -           | -           | 17     | 1      |
| Totale carriera         | Totale carriera         | Totale carriera         | 138        | 2          |                 | 9               | 0               |                    | 4                  | 0                  |             | -           | -           | 151    | 2      |